# Артур Древс
Крістіан Генріх Артур Древс (нім. Christian Heinrich Arthur Drews, 1 листопада 1865, Ютерзен, Німеччина — 19 липня 1935, Ахерн) — німецький філософ, письменник і значний представник німецького монізму. Професор філософії Університету Карлсруе. Відомий роботами, які викликали бурхливі полеміки: неортодоксальні погляди на релігію, інструментальна база німецького неоязичництва, критика філософії Ніцше.
Артур Древс, учень Гартмана, поряд з Бруно Бауером і Альбертом Кальтхофом належить до відомих німецьких полемістів, який заперечує реальність існування Ісуса Христа в історії. Його твір «Міф про Христа» (Die Christusmythe; 1909) викликав численні відкриті дискусії, широкі протести християнської громадськості і нищівну критику з боку істориків, богословів, екзегетів всіх конфесій, дослідників Нового Завіту: І. Вайса, Г. Зодена, А. Юліхера, С. Булгакова, С. Заріна, Д. Хвольсона, М. Гогеля та інших.